# Pedro Parages

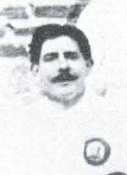

Pedro Parages Diego Madrazo (né le 17 décembre 1883 à Madrid et mort le 15 février 1950 à Saint-Loubès) est un footballeur franco-espagnol ayant évolué au poste d'attaquant du Real Madrid et occupé la présidence de 1916 à 1926.

## Biographie
Buteur véloce du club jusqu'à ses 25 ans, il décide ensuite de mettre un terme à sa carrière professionnelle afin d'intégrer le comité de direction d'un Real encore balbutiant. C'est à partir de 1916 que Don Parages, devenu président, engage une importante modernisation structurelle du club avec notamment la construction du stade Campo de O'Donnell en 1912 sur lequel le Real jouera jusqu'en 1923.
Il est considéré comme l'un des « pères fondateurs » du Real Madrid.